# The Rise
Pour les articles homonymes, voir Wasteland.
Pour plus de détails, voir Fiche technique et Distribution.
The Rise est un film britannique réalisé par Rowan Athale, sorti en 2012.

## Synopsis
Tout juste sorti de prison, Harvey Miller organise un braquage contre le baron de la drogue local responsable de son incarcération.

## Fiche technique
- Titre : The Rise
- Titre américain : Wasteland
- Réalisation : Rowan Athale
- Scénario : Rowan Athale
- Musique : Neil Athale
- Photographie : Stuart Bentley
- Montage : Kim Gaster
- Production : Ed Barratt, Mark Foligno et Gareth Pritchard
- Société de production : Mischief Films, Head Gear Films, Hook Pictures, Metrol Technology et MoliFilms
- Pays :  Royaume-Uni
- Genre : Policier, drame et thriller
- Durée : 108 minutes
- Dates de sortie : 
  -  Canada : 7 septembre 2012 (festival international du film de Toronto)
  -  Royaume-Uni : 20 septembre 2013

## Distribution
- Luke Treadaway : Harvey
- Vanessa Kirby : Nicola
- Timothy Spall : l'inspecteur West
- Matthew Lewis : Dodd
- Iwan Rheon : Dempsey
- Neil Maskell : Steven Roper
- Gerard Kearns : Charlie
- Brad Moore : le sergent Kendon
- Lewis Rainer : l'agent Nixon
- Paul Clayton : Albert
- Gary Cargill : Scouse
- Jacey Elthalion : Danny
- Peter Foster : Del
- Lucy Fenton : Tracey

## Accueil
Le film a reçu un accueil mitigé de la critique. Il obtient un score moyen de 52 % sur Metacritic.